# Durtol
Durtol – miejscowość i gmina we Francji, w regionie Owernia-Rodan-Alpy, w departamencie Puy-de-Dôme.
Według danych na rok 1990 gminę zamieszkiwały 2004 osoby, a gęstość zaludnienia wynosiła 500 osób/km² (wśród 1310 gmin Owernii Durtol plasuje się na 106. miejscu pod względem liczby ludności, natomiast pod względem powierzchni na miejscu 1012.).